# Kyanoakrylát

Strukturní vzorec methyl-kyanakrylátu

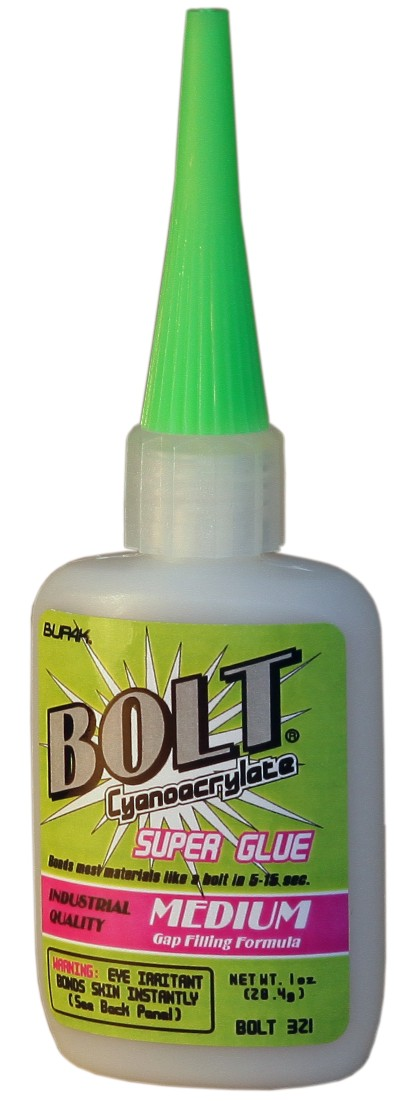
Lahvička kyanoakrylátového lepidla

Kyanakryláty (též kyanoakryláty, přesněji 2-kyanakryláty, systematický název 2-kyanprop-2-enoáty) je třída organických sloučenin využívaných jako rychle tvrdnoucí lepidla, tzv. sekundové či vteřinové lepidlo. Mezi takové látky patří například methyl-kyanakrylát, ethyl-kynakrylát (běžně prodávaný pod značkami SuperGlue, Krazy Glue, Bolt, Vteřiňák) nebo butyl-kyanakrylát (využívaný kupříkladu ve veterinárních lepidlech Vetbond a LiquiVet a v lékařských lepidlech na kůži Indermil a Histoacryl). 2-oktyl-kyanakrylát (oktan-2-yl-kyanakrylát) je lepidlo lékařské kvality prodávané pod řadou značek, například LiquiBand, SurgiSeal, FloraSeal, Dermabond, Orabase a Nexaband.

## Použití
Kyanoakrylát je pevné lepidlo, zvláště pokud se použije na neporézní materiály nebo na materiály obsahující stopy vlhkosti. Je výborné i pro lepení živých tkání, a i když je to při běžném používání nepříjemný (až nebezpečný) vedlejší efekt, lze ho využít pro lepení tkání v chirurgii (bez šití).
Kyanoakryláty se používají pro sestavování prototypů elektronických zařízení, leteckých modelů. Jejich účinnost při lepení kovů a jejich velká univerzalita je učinily populárními pro použití v modelářství. Využívají se ale například i pro opravy obuvi, například baletních špiček.

## Bezpečnost

### Lepivé vlastnosti
Kyanoakryláty okamžitě slepují kůži a sliznice. Proto je v doplňujících informacích (platných v rámci EU) o nebezpečnosti látek v Globálně harmonizovaném systému zavedena specifická H-věta (EUH 202), která na toto riziko upozorňuje a která se v rámci GHS uvádí u příslušných látek a výrobků.

### Toxicita
Páry kyanoakrylátů ve formě monomerů dráždí citlivé membrány v očích, nosu a krku. Okamžitě polymerizují vlhkostí v membráně a stávají se inertní. Toto nebezpečí lze minimalizovat používáním kyanoakrylátů v dobře větraných prostorách. Okolo 5 % populace se může při opakované expozici senzibilizovat na páry kyanoakrylátů – pak se u nich objevují příznaky podobné chřipce. Kyanoakryláty mohou také dráždit kůži a způsobovat alergickou kožní reakci. ACGIH stanovila expoziční limit na 200 ppb. Ve vzácných případech může vdechování par kyanoakrylátů spustit astma. Neexistuje jednotné měřítko toxicity pro všechna kyanoakrylátová lepidla, různá lepidla mohou mít rozličná složení.
USNTP a UKHSE došly k závěru, že používání ethyl-kyanoakrylátu je bezpečné a že není třeba provádět další studie. 2-Oktyl-kyanakrylát degraduje mnohem pomaleji, protože má delší organický řetězec. Tato pomalá degradace udržuje hladinu pod prahem toxicity pro tkáně. Proto je pro chirurgické sutury preferován 2-oktyl-kyanakrylát oproti ethyl-kyanakrylátu.